# Ancienne synagogue de Bochum (1863-1938)
L'ancienne synagogue de Bochum a été construite au 18 de l'ancienne Wilhelmstraße, aujourd'hui Huestraße/Dr.-Ruer-Platz à Bochum, et inaugurée en 1863. Elle a été détruite en 1938. En 2007, une nouvelle synagogue a été inaugurée à Bochum.
Bochum est une ville d'Allemagne dans le Land de Rhénanie-du-Nord-Westphalie dans la région de la Ruhr. La ville compte actuellement un peu plus de 355 000 habitants

## Histoire de la synagogue

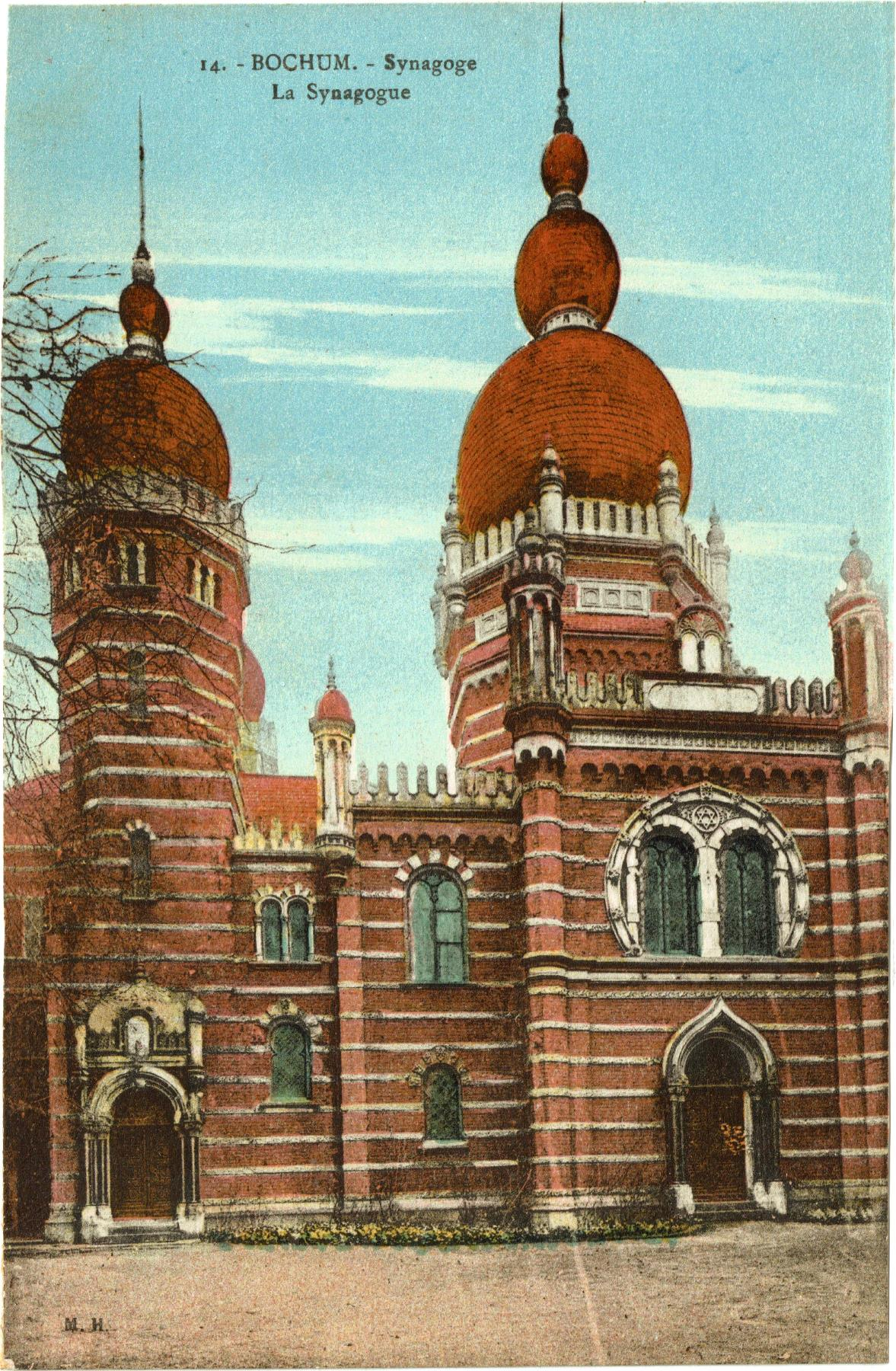
La synagogue en 1898 après sa première transformation

Une salle de prière pour les habitants juifs de Bochum est attestée depuis 1650. La première synagogue pour une cinquantaine de personnes est attestée depuis au moins 1765. Elle est située à la Schützenbahn (à l'actuel numéro 1).
Le nombre d'habitants juifs ne cesse d'augmenter à partir de cette époque, si bien qu'une nouvelle synagogue, plus grande, devient nécessaire. Elle est construite à partir de 1861 au 18 Wilhelmstraße (aujourd'hui Huestraße/Dr.-Ruer-Platz). La synagogue elle-même se trouve légèrement en retrait par rapport à la rue, et en biais derrière le bâtiment scolaire. Elle est construite par l'architecte local Theodor Haarmann dans le style néo-roman familier pour les lieux de culte de l'époque. La première pierre est posée le 29 mai 1861 et le bâtiment est inauguré le 28 août 1863
Le bâtiment est agrandi en 1895 et 1896, de façon à pouvoir accueillir 500 personnes au lieu de 300. Le bâtiment néo-roman est alors réaménagé en style mauresque selon les plans de l'architecte de Cologne Joseph Seché. Le bâtiment central est prolongé dans les deux directions, une abside est ajoutée sur le côté est et la tour octogonale située au centre est surélevée. Le bâtiment est doté d'un double dôme et décoré de tourelles d'angle, de merlons crénelées, etc. L'inauguration après les travaux se déroule le 4 septembre 1896.
A cette époque, le style mauresque-oriental choisi par Séché est déjà presque tombé en désuétude pour la construction de synagogue. Au tournant du siècle, les nouvelles synagogues sont à nouveau construites principalement dans le style néo-roman. Assez rapidement, la communauté juive de Bochum constate que la nouvelle forme de la synagogue n'est plus appropriée. En 1925, les doubles dômes, les tourelles d'angle et les créneaux sont retirés et l'apparence de la synagogue se rapproche à nouveau de sa forme originale.
Les différentes transformations de la synagogue

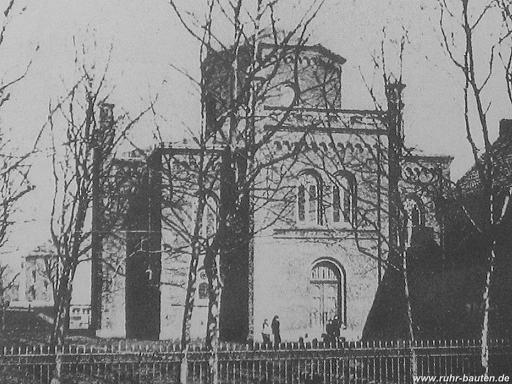
La synagogue originelle (1863-1895)
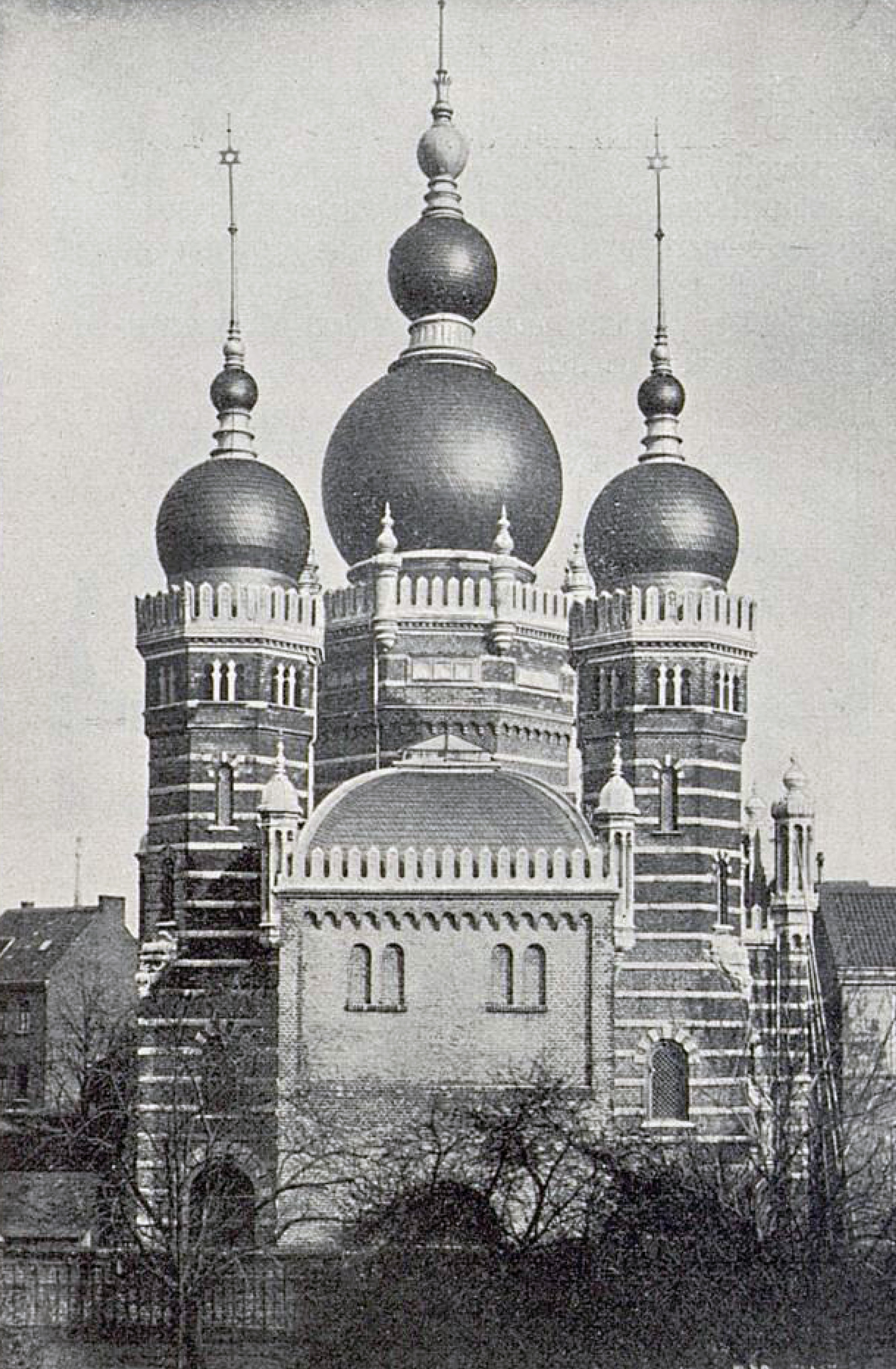
La synagogue après la première transformation (1896-1925)
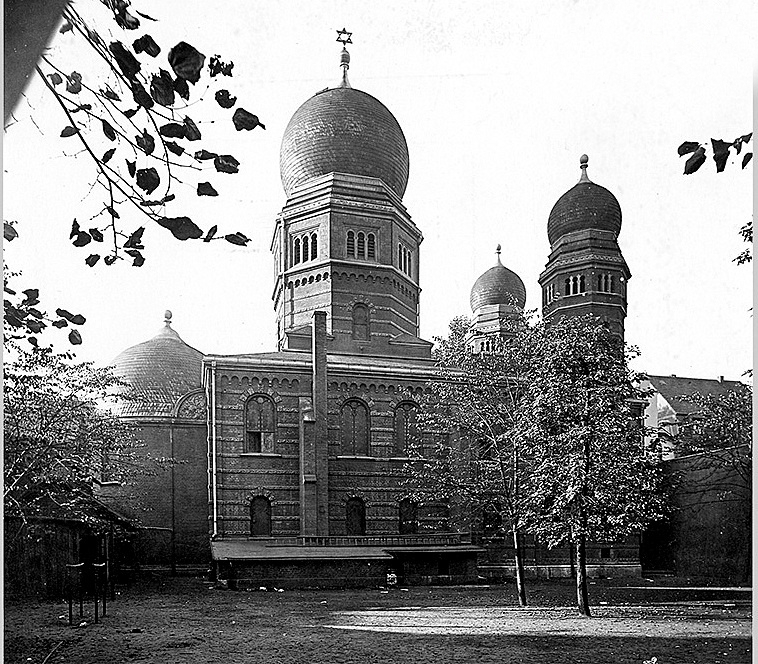
La synagogue après la seconde transformation (1925-1938)

Dans l'entrée de la synagogue se trouve une plaque commémorative pour les Juifs de Bochum morts pendant la Première Guerre mondiale. Sur celle-ci se trouve également un bas-relief en bronze représentant le Lion de Juda. Lors de la destruction de la synagogue le 9 novembre 1938, quelqu'un s'est emparé du Lion de Juda et l'a déposé le lendemain dans la maison de la famille juive Baer. La famille a emporté le bas-relief avec elle lorsqu'elle a émigré en France en février 1939, puis ultérieurement au Canada. La fille, Karla Goldberg, offrit en 2001 à la ville de Bochum une copie du lion en bronze, qui trouva sa place en 2007 dans l'entrée de la nouvelle synagogue,
En 1930, la communauté juive de Bochum a atteint son plus grand nombre de membres avec 1 244 personnes.
Á côté de la synagogue de la Wilhelmstraße, se trouve au 16 de la même rue, le bâtiment de l'école primaire juive. Ce bâtiment a été réaménagé à plusieurs reprises et abrite le logement de l'enseignant, des salles de classe pour parfois 100 élèves, des bureaux pour l'administration de la communauté, le bureau d'aide aux migrants, la bibliothèque de la communauté et une garderie.
A partir du 1er octobre 1933, le siège de la direction du parti nazi du Gau de Westphalie du Sud se trouve juste en face de la synagogue,.

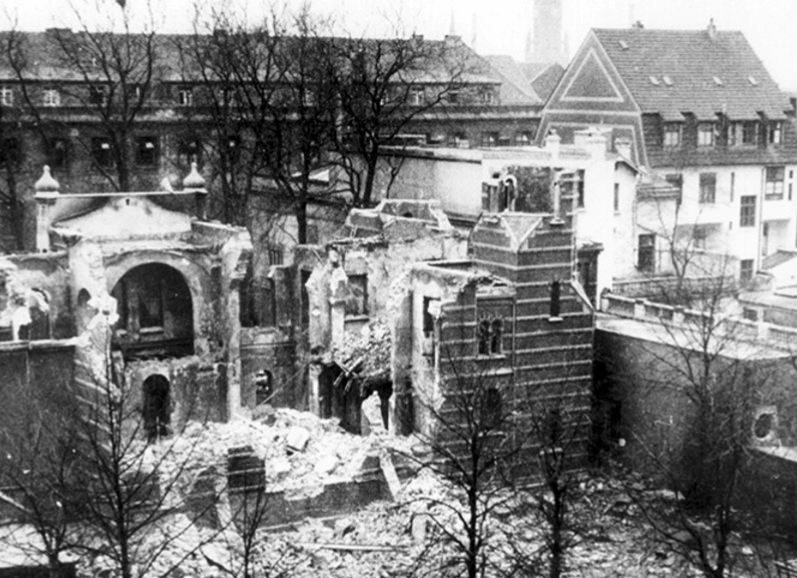
La synagogue détruite après la nuit de Cristal en 1938

La synagogue, relativement imposante, est entièrement détruite lors de la nuit de Cristal du 9 au 10 novembre 1938. Le soir du 9 novembre, une réunion commémorative du putsch hitlérien de 1923, organisée par la direction de l'arrondissement du parti nazi, a lieu au Schützenhof, où les SA de Bochum se sont rassemblés. À la suite de cette réunion, les participants excités s'en prennent à la synagogue et aux magasins juifs de Bochum. Vers minuit, la synagogue est incendiée par les SA sous la direction du chef de la propagande du Gau Brust, du chef de l'arrondissement du parti nazi Riemenschneider et du bourgmestre Piclum. Trois heures plus tard, la majorité du bâtiment est réduite en cendre, le dôme principal encore debout est ensuite détruit. Les ruines de la synagogue sont enlevées en janvier 1939. Le bâtiment scolaire, comme les autres bâtiments environnants, sont protégé par les pompiers, mais son intérieur est dévasté par les membres de la SA . Le Rote Erde, journal nazi local écrit après ces évènements: 
« Le peuple est indigné. Le lâche assassinat du conseiller d'ambassade allemand de 1ère classe vom Rath par le criminel juif Grynspan a suscité la plus grande indignation dans l'ensemble de la population allemande. ..., l'indignation a atteint des sommets. A Bochum aussi, elle s'est transformée en une manifestation spontanée tard dans la soirée, qui a abouti à l'incendie de la synagogue. Partout, les gens se sont rassemblés et ont manifesté par leurs applaudissements qu'ils étaient tous animés par la ferme décision d'en finir une fois pour toutes avec la racaille juive... »
En 1938, le nombre de membres de la communauté juive est tombé à 644 personnes. En 1938, le Hazzan (chantre) de la communauté, directeur de l'école et professeur principal Eric Mandell est arrêté et envoyé au camp de concentration de Sachsenhausen. À partir de fin janvier 1939, le bâtiment scolaire est utilisé pour les services religieux à la place de l'ancienne synagogue. En 1939, le terrain sur lequel se trouvaient la synagogue et l'école devient la propriété de la caisse d'épargne de la ville. L'école est fermée en 1939, mais continue d'exister en tant qu'école privée sous la direction de l'institutrice Else Hirsch, jusqu'à sa fermeture définitive en été 1941.
Ensuite, le bâtiment scolaire de trois niveaux avec sa façade datant du Gründerzeit est transformée en 1942 en « maison juive », dans laquelle vont s'entasser 13 familles juives. En 1943, le bâtiment scolaire est détruit par un bombardement. Aujourd'hui, une construction de la banque suédoise Skandinaviska Enskilda Banken se trouve à son emplacement. 

## Mémorial
Une plaque commémorative apposée sur le mur latéral du bâtiment du 30 Huestraße rappelle l'ancienne synagogue de la Wilhelmstraße. Elle est inaugurée le 9 novembre 1968 par le bourgmestre Heinemann. 
Une stèle est inaugurée le 9 novembre 2004 dans la Harmoniestraße qui montre l'emplacement de la synagogue. On y trouve une photo de la synagogue et la stèle est placée de manière à reproduire l'angle de vue approximatif comme dans les années 1920. En 2007, une deuxième stèle est inaugurée, indiquant sur une carte les Stolpersteine (pierres d'achoppement) posées jusqu'alors. C'est à cet endroit qu'a lieu chaque année depuis 2004 la commémoration de la nuit de Cristal.
En 2017, une stèle est érigée sur la Dr.-Ruer-Platz / Huestraße, à l'emplacement de l'ancienne synagogue et de l'école juive. Elle fait partie du « chemin des stèles », rappelant la vie juive à Bochum avant la Shoah.